# Elena de Montenegro
Elena de Montenegro (nacida Jelena Petrović-Njegoš; 8 de enero de 1873-Montpellier, 28 de noviembre de 1952) fue reina consorte de Italia desde 1900 hasta 1946, como esposa del rey Víctor Manuel III. Al mismo tiempo, fue reina consorte de los albaneses entre 1939 y 1943, siendo también emperatriz consorte de Etiopía de 1936 a 1941. Está en proceso de beatificación en la Iglesia Católica, habiendo sido declarada Sierva de Dios por el Papa Juan Pablo II. Tras la muerte de su marido, pasó a ser reina madre de Humberto II y condesa di Pollenzo.

## Biografía

### Infancia y juventud

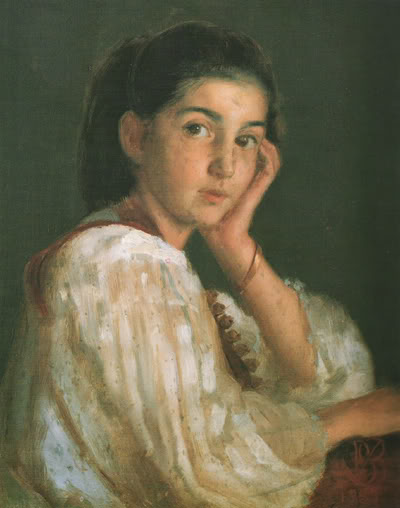
Elena retratada en su juventud

Nació en Cetiña, entonces capital del principado de Montenegro. Era la hija del futuro rey Nicolás I de Montenegro y de su esposa, Milena Vukotić. Fue educada en los valores y la unidad de la familia; la conversación en la mesa tenía lugar en francés y se discutía con igual desenvoltura en política y poesía. El protocolo y la etiqueta en la familia Petrović-Njegoš era rígida, pero no limitaban la espontaneidad del carácter y la personalidad. 
Elena era tímida y reservada, pero también se la consideraba bastante terca y muchos recuerdan que era muy difícil hacerla cambiar de opinión. Muy apegada a las tradiciones, con un alma sensible y una mente viva y curiosa, tenía un fuerte amor por la naturaleza: su flor favorita era el cicláclamen. A la edad de 10 años, fue enviada a San Petersburgo, para estudiar en el Instituto Smolny para jóvenes, al igual que sus hermanas. Allí frecuentaba la corte de los Romanov y colaboraba con la revista literaria rusa Nedelja publicando poesía. Tenía talento para la pintura y la arquitectura, y diseñó el monumento para el príncipe Danilo I. Era una mujer muy alta (180 cm).

### Noviazgo

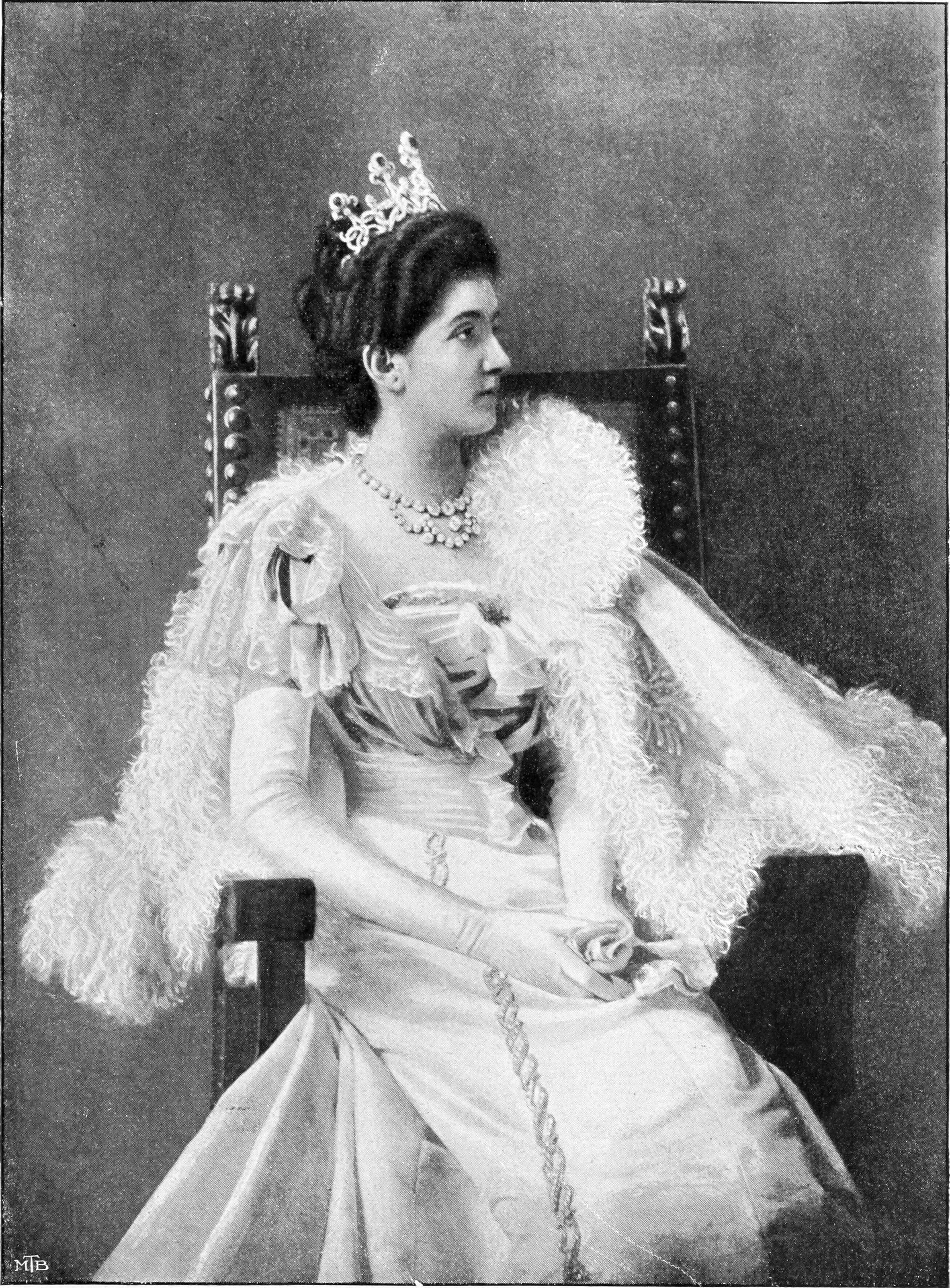
Princesa Elena de Montenegro en 1897

En Italia, mientras tanto, los reyes Humberto I y Margarita preocupada por el destino de su único hijo, el futuro monarca y, de acuerdo con Francesco Crispi, de origen albanés y deseoso por una apertura de Italia al mundo eslavo, prepararon el encuentro entre los dos jóvenes en el teatro La Fenice de Venecia con motivo de la Exposición Internacional de Arte.
La elección puede ser vista como un intento de detener los efectos nocivos que abundaban entre los descendientes de los matrimonios entre parientes de sangre, tan abundantes en la realeza europea de la época, y que favorecían la propagación de defectos genéticos y enfermedades como la hemofilia. Víctor Manuel III era hijo de primos hermanos, y padeció de raquitismo y siempre fue motivo de burla su baja estatura de 153 cm. que obligó al Estado Mayor de Italia a bajar la estatura mínima de los soldados para que el príncipe pudiera ejercer las tareas militares que su cargo le exigía. El rey no podría haber engendrado un heredero sano con una esposa demasiado cercana a él en el árbol genealógico. Sin embargo, gracias a su matrimonio con Elena tuvo como heredero a Humberto II, en nada parecido a su padre en términos de estatura. 

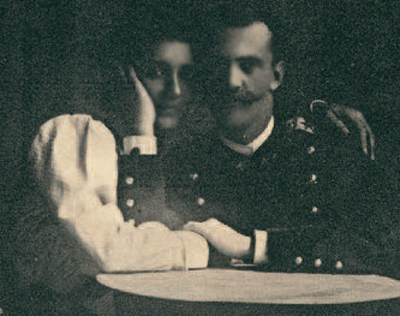
Víctor Manuel III de Italia y Elena de Montenegro

Después de otra reunión en Moscú, con motivo de la coronación del zar Nicolás II de Rusia, Víctor Manuel hizo la petición oficial al padre de Elena, Nicolás I. El compromiso se hizo oficial en 1896. Siendo ortodoxa, Elena, por razones de conveniencia política y para complacer a la reina Margarita, abjuró de su fe antes del matrimonio y se convirtió al catolicismo, aunque su padre Nicolás de Montenegro habría preferido que la conversión tuviera lugar después del matrimonio.

### Matrimonio

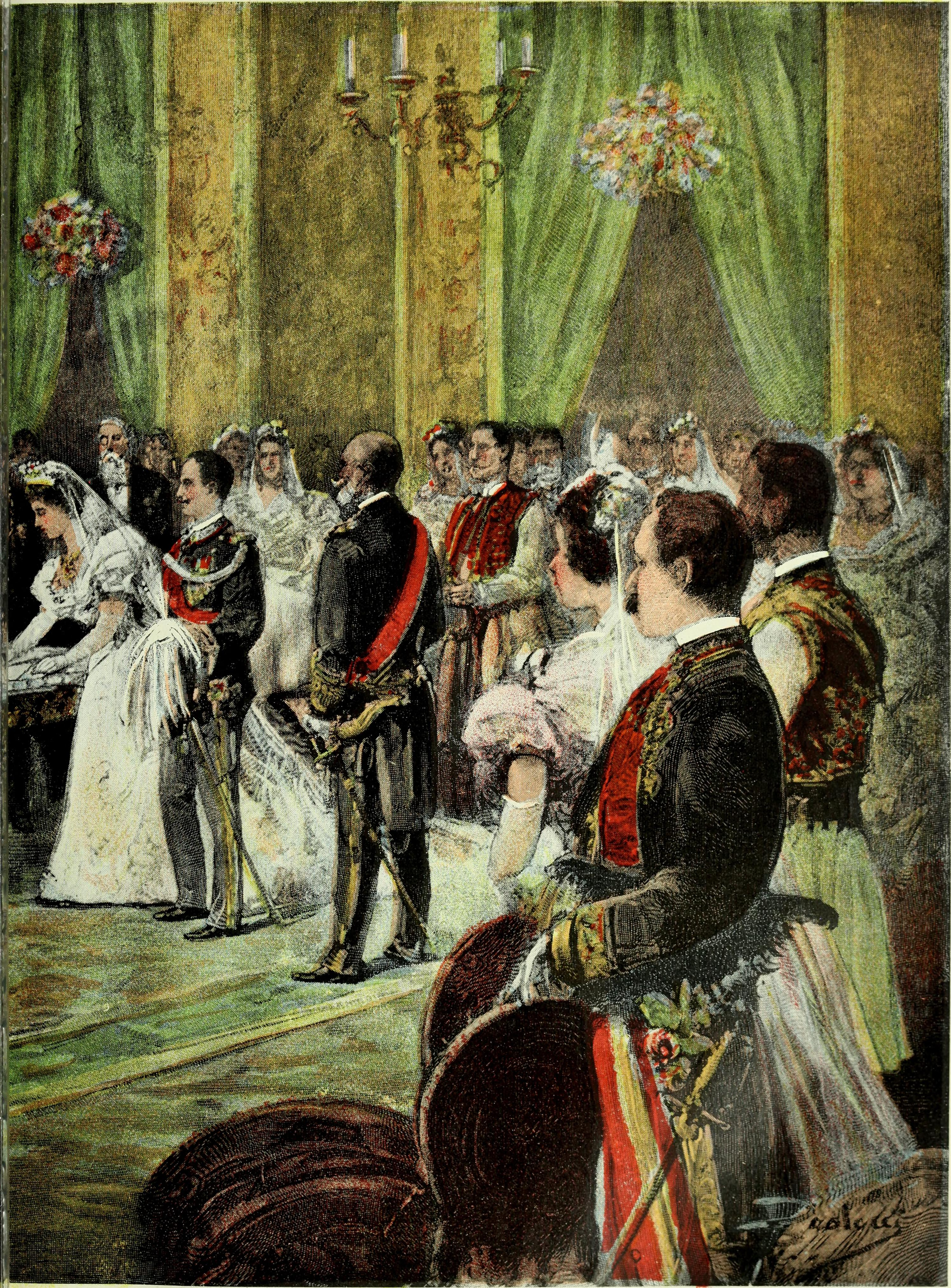
El matrimonio de Víctor Manuel III y Elena de Montenegro en una ilustración de La Mujer

La boda tuvo lugar el 24 de octubre de 1896: la ceremonia civil se celebró en el palacio del Quirinal y la religiosa en la basílica de Santa María de los Ángeles y los Mártires, a la que la madre de Elena no asistió debido a que era una observante ortodoxa. Elena llevaba un velo tejido con hilos de plata y miles de margaritas bordadas. La procesión consistió en seis grandes berlinas de gala, algunas tiradas por seis caballos bayos, llevados por coraceros. Estando tan reciente aun la derrota de Adua, no fue un matrimonio deslumbrante, ni hubo presencia de la realeza extranjera entre los invitados. 

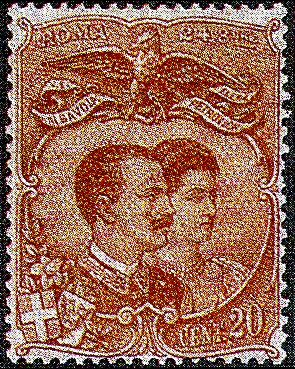
Sellos conmemorativos Nozze di Vittorio Emanuele III

Para el evento se ideó un sello conmemorativo, conocido como la Nozze di Vittorio Emanuele III (Boda de Víctor Manuel III), pero nunca fue emitido, y solo se distribuyeron escasos ejemplares  en forma de un ensayo. Sin embargo, aun se encuentran numerosas medallas de recuerdo con los bustos de la pareja recién casada. 
En su luna de miel, los recién casados fueron con el yate Jela (Elena en idioma montenegrino) a la isla de Montecristo donde vivieron su amor de una forma natural, evitando citas mundanas. Elena siempre secundó a su marido en todo. Su presencia junto al rey siempre fue humilde y discreta, nunca estuvo involucrada en asuntos estrictamente políticos, y era devota y atenta a las necesidades de su pueblo adoptivo. Estaba particularmente predispuesta para los idiomas, e hizo de traductora de su marido con el ruso, serbio y griego moderno, manteniéndolo al corriente de los periódicos extranjeros. 
De su matrimonio con Víctor Manuel III tuvo cuatro hijas y un hijo:
- Yolanda (1901-1986), casada con Giorgio Carlo Calvi di Bergolo (1890-1977).
- Mafalda (1902-1944), casada con Felipe de Hesse-Kassel (1896-1980) y fallecida prisionera de los nazis en el campo de concentración de Buchenwald.
- Humberto (1904-1983), último rey de Italia como Humberto II, casado con María José de Bélgica (1906-2001).
- Juana (1907-2000), última reina (zarina) de Bulgaria por su matrimonio con Boris III (1894-1943).
- María Francisca (1914-2001), casada con el príncipe Luis de Borbón-Parma (1899-1967).

### Reina de Italia
La reina Elena, durante su reinado, vivió las dos guerras mundiales. El 11 de agosto de 1900, tras el asesinato de su suegro, el rey Humberto I, su esposo subió al trono como Víctor Manuel III. Desde el punto de vista oficial Elena tomó todos los títulos de su marido: Reina de Italia y, posteriormente, Reina de Albania y Emperatriz de Etiopía. La pareja real se mudó a Roma, al Quirinal. 

### Actividades e intereses

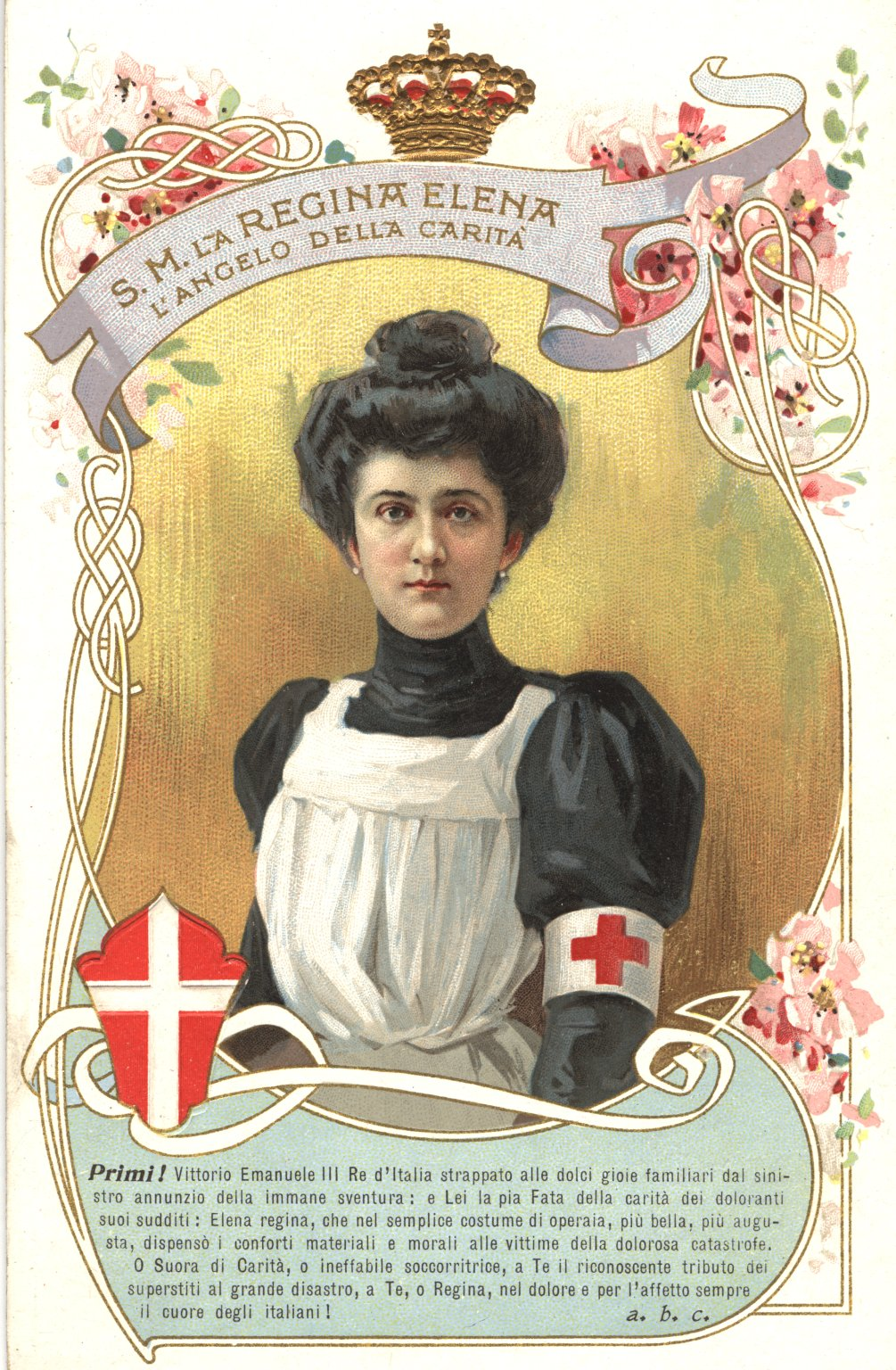
Elena con el uniforme de enfermera, 1914-1918

En 1903 su pasión por el arte la llevó a presionar para que se creara una nueva serie de sellos utilizando como bocetista al pintor Francesco Paolo Michetti a quien dio indicaciones gráficas muy precisas. Los bocetos dieron como resultado el sello conocido como Michetti a destra, que ilustraba la efigie de Víctor Manuel III mirando hacia la derecha. 
Durante el reinado de su marido mantuvo una firme colaboración con la Cruz Roja italiana, siendo la primera inspectora del Cuerpo de Damas Enfermeras. El 28 de diciembre de 1908, Reggio de Calabria y Messina fueron golpeadas por un desastroso terremoto y maremoto. La reina Elena se dedicó inmediatamente al rescate y socorro de las zonas afectadas, como lo muestran las fotografías de la época. Esto ayudó a aumentar su popularidad. 
Estudió medicina y se graduó Laurea honoris causa. Financió obras benéficas para enfermos de encefalitis, madres pobres, tuberculosis, excombatientes, etc. El sumo pontífice Pío XI le otorgó la Rosa de Oro del Cristianismo el 15 de abril de 1937, el honor más importante que la Iglesia Católica otorgaba a una mujer. El Papa Pío XII, en un mensaje de condolencia que envió a su hijo Humberto II por la muerte de Elena, la llamó "Signora della carità benefica" (Señora de la caridad y la beneficencia).
Su compromiso con la enfermedad fue un deber que sintía profundamente, de hecho a lo largo de los años, llevó a cabo iniciativas para la formación y actualización profesional de los médicos y profesionales de la salud, y para la investigación contra la poliomielitis, la enfermedad de Parkinson y especialmente contra el cáncer.

### Primera Guerra Mundial

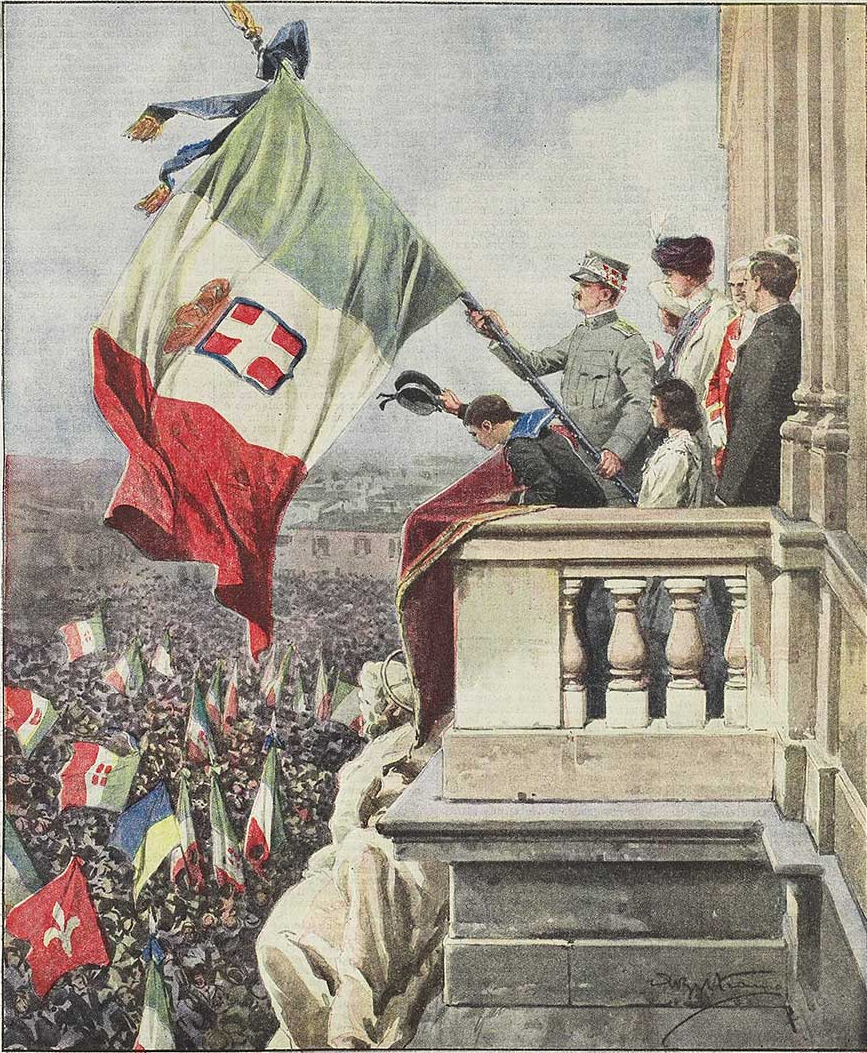
Elena junto a su esposo, que sostiene la bandera italiana en el Quirinal durante la Primera Guerra Mundial

Durante la guerra mundial, Elena fue enfermera a tiempo completo y, con la ayuda de la reina madre, transformó en hospitales tanto el Quirinal como la Villa Margherita. Para recaudar fondos, inventó la "fotografía autografiada" que se vendía en los bancos de caridad, mientras que al final de la guerra propuso la venta de las joyas de la corona para pagar las deudas contraídas durante el conflicto.

### Segunda Guerra Mundial
En 1939, tres meses después del comienzo de la Segunda Guerra Mundial, Elena escribió una carta a las seis soberanas de las naciones europeas todavía neutrales (Dinamarca, Países Bajos, Luxemburgo, Bélgica, Bulgaria y Yugoslavia) con el fin de evitar la inmensa tragedia que se cernía sobre Europa y el mundo
Desafortunadamente, a pesar de sus esfuerzos, la catástrofe se hizo cada vez más inminente: Elena estaba al lado de su marido cuando declaró la entrada de Italia en la guerra el 10 de junio de 1940. En sus memorias, la reina escribe que estuvo presente el 25 de julio en Villa Ada cuando Víctor Manuel hizo arrestar a Mussolini. El arresto del Duce le causó gran indignación, quien reprochó a su marido el haber realizado un acto indigno de un soberano, afirmando que su padre Nicolás nunca aceptaría realizar un acto tan deshonroso. El 9 de septiembre de 1943, acompañó a su marido en su fuga a Brindisi, huyendo de Roma poco después de que se anunciara el armisticio con los Aliados que había firmado en secreto en Cassibile el 3 de septiembre para poner fin a la guerra. El 23 de septiembre, su hija Mafalda fue arrestada por los nazis y llevada al campo de concentración de Buchenwald, donde murió en 1944. 

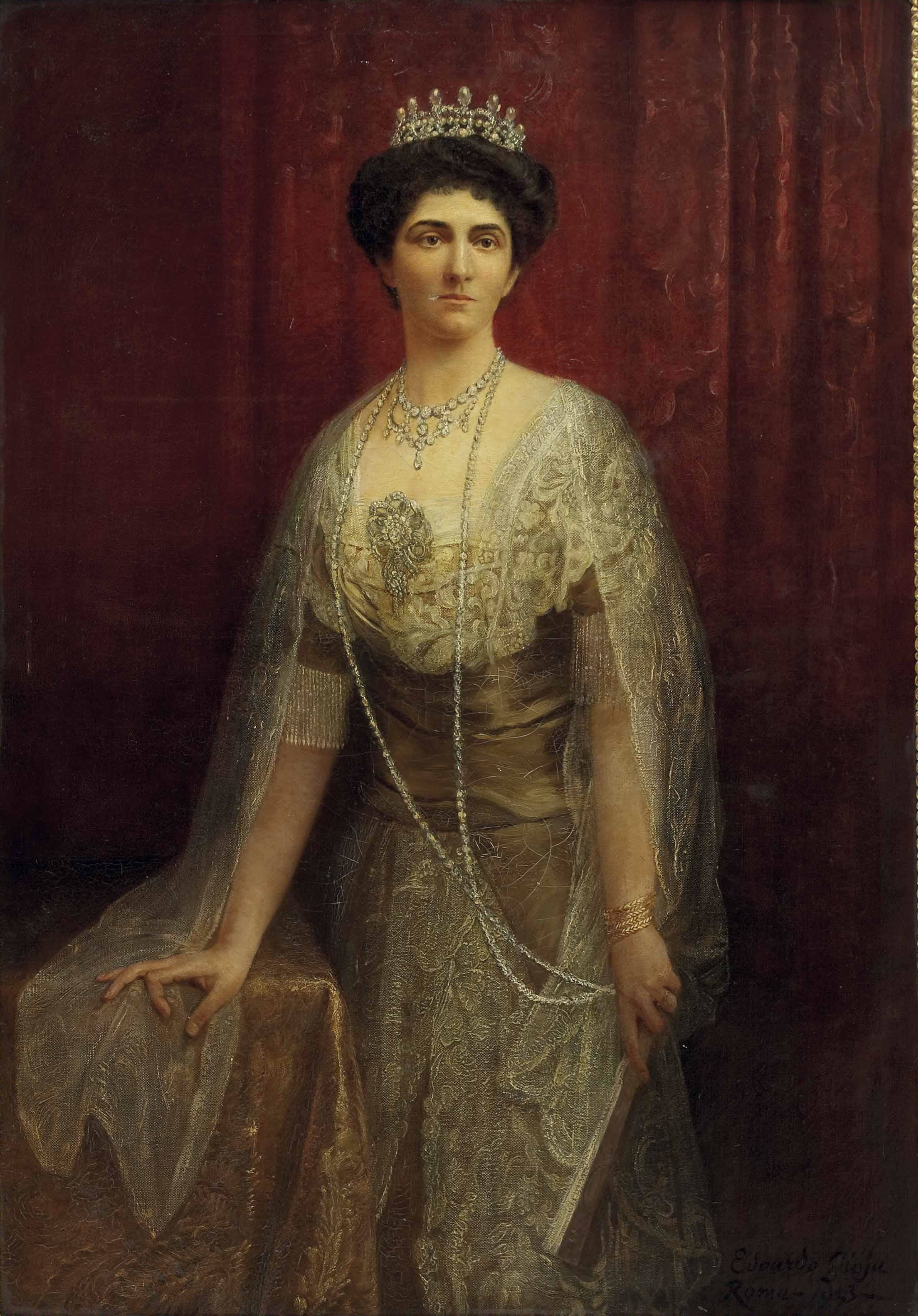
La reina Elena retratada por Edoardo Gioja

Algunos historiadores (como Dennis Mack Smith) afirman que influyó sobre su marido (el rey Víctor Manuel III) para que impusiera a Mussolini la creación del "Estado Independiente de Montenegro" en 1941 (los fascistas croatas y albaneses querían dividirse entre ellos, después de la derrota de Yugoslavia por parte de Italia y Alemania). 
Con el final de la guerra, Elena se exilió con el rey el 9 de mayo de 1946, poco después de que Víctor Manuel III abdicara en favor de su hijo Humberto, asumiendo el título de conde de Pollenzo.

### Exilio y muerte

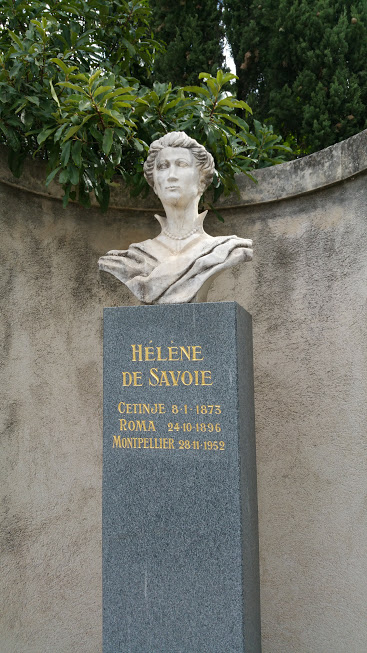
Busto de Elena de Italia en Montpellier, en Francia

La pareja real se exilió a Alejandría, donde tomaron residencia en un palaceta al que llamaron Villa Jela. En Egipto fueron invitados del rey Faruk I de Egipto, que reciprocó la hospitalidad dada por el reino italiano a su abuelo, Ismail Pachá. Durante el exilio, la pareja celebró su 50 aniversario de bodas. Elena permaneció con su marido en Egipto hasta que él murió el 28 de diciembre de 1947. 
Tres años más tarde se le diagnosticó como enferma de cáncer y se mudó a Montpellier, Francia, y en noviembre de 1952 fue sometida a una difícil cirugía en la clínica Saint Cóm, donde murió el 28 de noviembre. Fue enterrada, siguiendo su deseo, en una tumba común del cementerio de Saint-Lazare de Montpellier. La ciudad entera cerró para asistir a su funeral. El municipio de Montpellier nombró el bulevar que conduce al cementerio con el nombre de la reina Elena y levantó un monumento a la misma. 

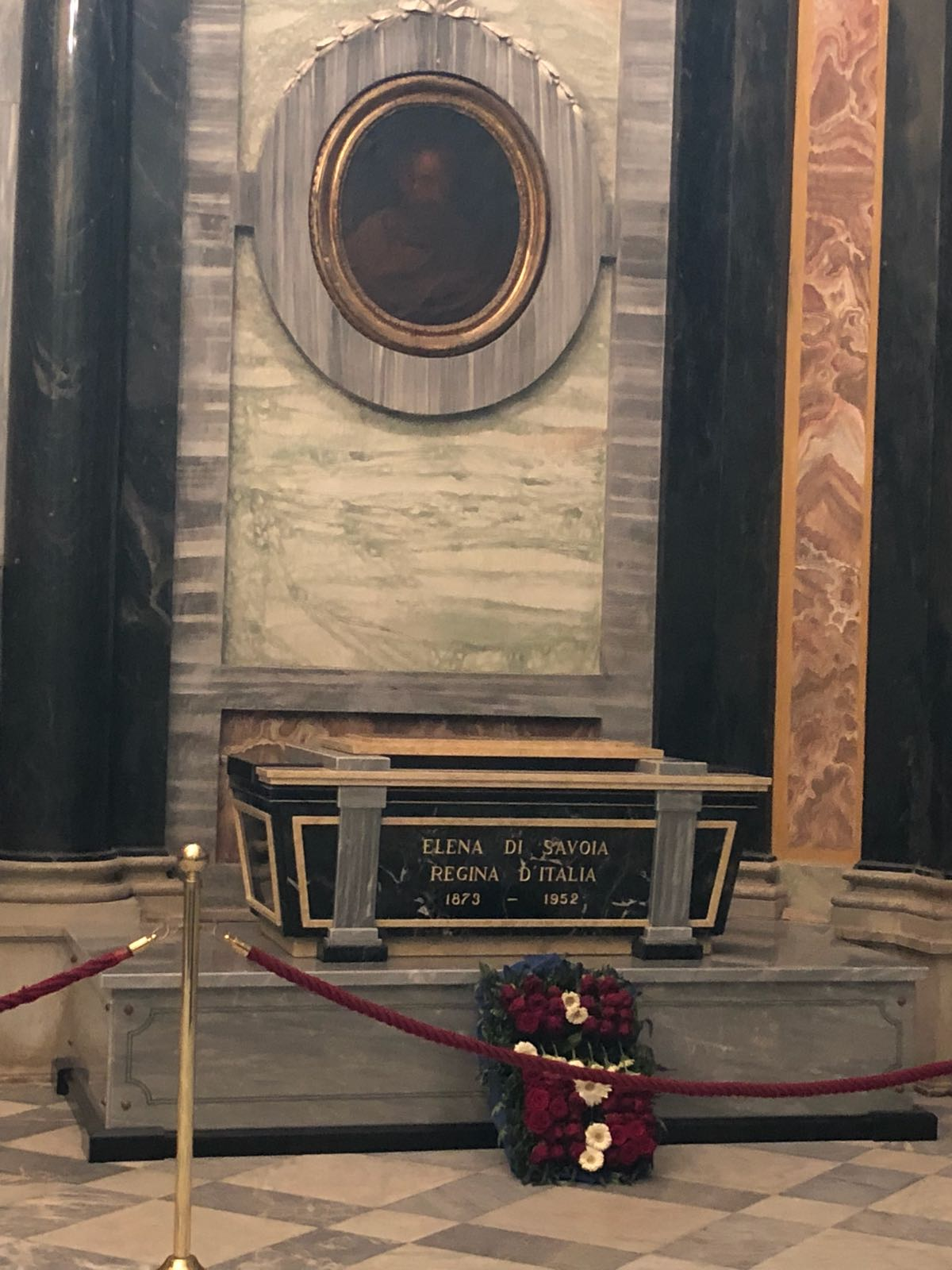
Tumba de la reina Elena en el Santuario de Vicoforte

65 años después de su muerte, el 15 de diciembre de 2017, el cuerpo de la reina fue repatriado de Montpellier y enterrado en el santuario de Vicoforte, en la capilla de San Bernardo (el mismo donde está enterrado el duque Carlos Manuel I de Saboya), y en el que, el 17 de diciembre, también fueron enterrados los restos de su consorte Víctor Manuel III, que hasta la fecha yacía en Alejandría.
Estuvo sepultada en una sencilla tumba del cementerio municipal de Montpellier, Francia, hasta que el 15 de diciembre de 2017 sus restos fueron repatriados hasta el Santuario de Vicoforte, Italia, donde reposan en la capilla de San Bernardo.

## Reconocimiento
Es una de las personalidades de la casa de Saboya recordada de manera positiva por la opinión pública, incluso después del advenimiento de la República. Por su cercanía a los enfermos y su gran humanidad, con motivo del 50 aniversario de su muerte, el Ministerio de Comunicaciones emitió un sello conmemorativo, asociando su figura con la lucha contra el cáncer En 1960, en memoria de su ayuda a las personas afectadas por el terremoto, se planteó en Messina, con suscripción pública , un gran monumento de mármol blanco de Carrara, obra del escultor Antonio Berti. 
La Amaro Montenegro, una famosa bebida alcohólica italiana, fue nombrada en honor a la reina tras su boda, en 1896.
La figura de Elena también llegó a la imaginación de escritores, como Antonio Fogazzaro, Luigi Capuana, Vittorio Bersezio e incluso poetas como Giovanni Pascoli. Gabriele d'Annunzio la cantó en la 4a "Oración por El Adviento" del "Laudi del Cielo, del Mar, de la Tierra y de los Héroes", y Diego Calcagno la recordó en el momento de su muerte: Bruna e severa nell'oleografia/della seconda classe elementare/illuminavi la mia fantasia/con il diadema dalle perle rare./San Rossore, Sant'Anna di Valdieri,/canne da pesca sopra la marina/i figli piccoletti, sembra ieri:/Giolitti, il terremoto di Messina./...Alta, serena, pare ancor che sali/sopra la nave nella dolce brezza,/Regina della nostra fanciullezza/e dei vegliardi risorgimentali:/Te ne sei andata, ma con Te scompare/tutta un'Italia dentro la voragine,/ ci specchiavamo nella Tua immagine/dignitosa, felice e familiare./Le tube, la fanfara, i bersaglieri/ col fiocco, la sirena del vapore,/ erano i tempi del bel suol d'amore,/del Polo Nord, dei limpidi pensieri./Tutto è finito. Come nella vita/fosti discreta, silenziosa e assorta/così, Regina mia, Tu sei partita/e così, nell'esilio, Tu sei morta./Il passato che odora di cedrina/oramai vibra dell'amor per Te.../Ma se si vive male senza il Re,/come si vive senza la Regina?. 
Ada Negri también recordó a la reina Elena en El Anillo de Acero: "...Le tue donne,/Italia: dalla grande incoronata/all'umile che d'erba s'inghirlanda``". Giacomo Puccini dedicó "Madama Butterfly" a la reina Elena. En 1909 se llamó con su nombre a un departamento de obstetricia autónomo en Milán, inicialmente llamado "Asilo Regina Elena", hoy en día este departamento se ha convertido en el Instituto de Obstetricia-Ginecología y Pediatría Reina Elena, conocido por los milaneses como "Clinica Regina Elena", hoy incluido en la fundación del Hospital Mayor de Milán. El 12 de julio de 1941, en Cetiña, Sekula Drljevich, proclamando la restauración de la independencia de Montenegro, identificó a Elena con "el hada de sus montañas, la mítica Viela, poniendo en relieve la felicidad y la fortuna de los montenegrinos".  
En 2013 Montenegro emitió un sello en su honor.
Con motivo de las celebraciones por el centenario de la victoria en la Primera Guerra Mundial del 4 de noviembre de 2018, fue mencionada, en su discurso oficial en Trieste, por el presidente de la República Sergio Mattarella, en reconocimiento de su importante compromiso médico y de enfermería.

## Causa de beatificación y canonización
En 2001 la causa de beatificación de la Reina Elena fue presentada por el Obispo de Montpellier con motivo de la apertura de las celebraciones por el 50 aniversario de la muerte de la Reina, Papa Juan Pablo II  declaró a la Reina como Sierva de Dios, continuando el proceso de beatificación en el Vaticano hasta encontrar un milagro.

## En la ficción
- El rey y yo[8] (1995), interpretada por Carla Calò.
- Maria José. La última reina[9] (2002), interpretata por Merita Xhani.
- Mafalda de Saboya. El coraje de una princesa[10] (2005), interpretada por Margareta von Krauss.
- Sacrificio de amor[11]  (serie televisiva) (2018), interpretada por Laura Torrisi.

## Títulos, tratamientos y distinciones honoríficas
| ● 8 de enero de 1873-24 de octubre de 1896:  | Su alteza la princesa Jelena Petrović-Njegoš de Montenegro |
| ● 24 de octubre de 1896-29 de julio de 1900: | Su alteza real la princesa de Nápoles                      |
| ● 29 de julio de 1900-9 de mayo de 1946:     | Su majestad la reina consorte de Italia                    |
| ● 9 de mayo de 1946-28 de noviembre de 1952: | Su majestad la reina Elena, condesa di Pollenzo            |

### Distinciones honoríficas
- Rosa de Oro de la Cristiandad (Ciudad del Vaticano, 1930 y 1937).
- Dama de la Orden de las Damas Nobles de la Reina María Luisa (Reino de España).
- Dama gran cruz de la Orden de los Santos Mauricio y Lázaro (Reino de. Italia).[12]
- Dama gran cruz de la Orden del Príncipe Danilo I de Montenegro (Reino de Montenegro).
- Dama de la Orden de Teresa (Reino de Baviera).
- Dama de primera clase de la Orden de la Cruz Estrellada (Imperio Austrohúngaro).[12]
- Condecoración de Bienestar Social, clase especial (Alemania).

## Ancestros
| \| \| \| \| \| \| \| \| \| \| \| \| \| \| \| \| \| \| \| \| 16. Serdar Sava Petrović-Njegoš \| \| \| \| \| \| \| \| \| \| \| \| \| \| \| \| \| \| \| \| \| \| \| \| \| \| \| \| \| \| \| \| \| \| \| \| \| \| \| \| \| \| \| \| \| \| \| \| \| \| \| \| \| \| 8. Serdar Stanko Petrović-Njegoš \| \| \| \| \| \| \| \| \| \| \| \| \| \| \| \| \| \| \| \| \| \| \| \| \| \| \| \| \| \| \| \| \| \| \| \| \| \| \| \| \| \| \| \| \| \| \| \| \| \| \| \| \| \| 17. Angelika Radamović \| \| \| \| \| \| \| \| \| \| \| \| \| \| \| \| \| \| \| \| \| \| \| \| \| \| \| \| \| \| \| \| \| \| \| \| \| \| \| \| \| \| \| \| \| \| \| \| \| \| \| \| \| \| 4. Mirko Petrović-Njegoš, Veliki Vojvoda de Grahovo \| \| \| \| \| \| \| \| \| \| \| \| \| \| \| \| \| \| \| \| \| \| \| \| \| \| \| \| \| \| \| \| \| \| \| \| \| \| \| \| \| \| \| \| \| \| \| \| \| \| \| \| \| \| 9. Krstinja Vrbica \| \| \| \| \| \| \| \| \| \| \| \| \| \| \| \| \| \| \| \| \| \| \| \| \| \| \| \| \| \| \| \| \| \| \| \| \| \| \| \| \| \| \| \| \| \| \| \| \| \| \| \| \| \| 2. Nicolás I, rey de Montenegro \| \| \| \| \| \| \| \| \| \| \| \| \| \| \| \| \| \| \| \| \| \| \| \| \| \| \| \| \| \| \| \| \| \| \| \| \| \| \| \| \| \| \| \| \| \| \| \| \| \| \| \| \| \| 10. Serdar Drago Martinović \| \| \| \| \| \| \| \| \| \| \| \| \| \| \| \| \| \| \| \| \| \| \| \| \| \| \| \| \| \| \| \| \| \| \| \| \| \| \| \| \| \| \| \| \| \| \| \| \| \| \| \| \| \| 5. Anastasija Martinović \| \| \| \| \| \| \| \| \| \| \| \| \| \| \| \| \| \| \| \| \| \| \| \| \| \| \| \| \| \| \| \| \| \| \| \| \| \| \| \| \| \| \| \| \| \| \| \| \| \| \| \| \| \| 11. Anastasija Martinović \| \| \| \| \| \| \| \| \| \| \| \| \| \| \| \| \| \| \| \| \| \| \| \| \| \| \| \| \| \| \| \| \| \| \| \| \| \| \| \| \| \| \| \| \| \| \| \| \| \| \| \| \| \| 1. Princesa Elena de Montenegro \| \| \| \| \| \| \| \| \| \| \| \| \| \| \| \| \| \| \| \| \| \| \| \| \| \| \| \| \| \| \| \| \| \| \| \| \| \| \| \| \| \| \| \| \| \| \| \| \| \| \| \| \| \| 24. Serdar Perko Saletin Vukotić \| \| \| \| \| \| \| \| \| \| \| \| \| \| \| \| \| \| \| \| \| \| \| \| \| \| \| \| \| \| \| \| \| \| \| \| \| \| \| \| \| \| \| \| \| \| \| \| \| \| \| \| \| \| 12. Serdar Petar Perkov Vukotić \| \| \| \| \| \| \| \| \| \| \| \| \| \| \| \| \| \| \| \| \| \| \| \| \| \| \| \| \| \| \| \| \| \| \| \| \| \| \| \| \| \| \| \| \| \| \| \| \| \| \| \| \| \| 25. Rizna Rožna Nikčević \| \| \| \| \| \| \| \| \| \| \| \| \| \| \| \| \| \| \| \| \| \| \| \| \| \| \| \| \| \| \| \| \| \| \| \| \| \| \| \| \| \| \| \| \| \| \| \| \| \| \| \| \| \| 6. Vojvoda Petar Vukotić \| \| \| \| \| \| \| \| \| \| \| \| \| \| \| \| \| \| \| \| \| \| \| \| \| \| \| \| \| \| \| \| \| \| \| \| \| \| \| \| \| \| \| \| \| \| \| \| \| \| \| \| \| \| 13. Anastasija Milić \| \| \| \| \| \| \| \| \| \| \| \| \| \| \| \| \| \| \| \| \| \| \| \| \| \| \| \| \| \| \| \| \| \| \| \| \| \| \| \| \| \| \| \| \| \| \| \| \| \| \| \| \| \| 3. Milena Vukotić \| \| \| \| \| \| \| \| \| \| \| \| \| \| \| \| \| \| \| \| \| \| \| \| \| \| \| \| \| \| \| \| \| \| \| \| \| \| \| \| \| \| \| \| \| \| \| \| \| \| \| \| \| \| 14. Tadija Voivodić \| \| \| \| \| \| \| \| \| \| \| \| \| \| \| \| \| \| \| \| \| \| \| \| \| \| \| \| \| \| \| \| \| \| \| \| \| \| \| \| \| \| \| \| \| \| \| \| \| \| \| \| \| \| 7. Jelena Voivodić \| \| \| \| \| \| \| \| \| \| \| \| \| \| \| \| \| \| \| \| \| \| \| \| \| \| \| \| \| \| \| \| \| \| \| \| \| \| \| \| \| \| \| \| \| \| \| \| \| \| \| \| \| \| 15. Milica Pavićević \| \| \| \| \| \| \| \| \| \| \| \| \| \| \| \| \| \| \| \| \| \| \| \| \| \| \| \| \| \| \| \| \| \| \| \| \| \| \| \| \| \| \| \| \| \| \| \| \| \| \| \| |                                                     |  |  |  |  |  |  |  |  |  |  |  |  |  |  |  |
| |                                                     |  |  |  |  |  |  |  |  |  |  |  |  |  |  |  |
| | 16. Serdar Sava Petrović-Njegoš                     |  |  |  |  |  |  |  |  |  |  |  |  |  |  |  |
| |                                                     |  |  |  |  |  |  |  |  |  |  |  |  |  |  |  |
| |                                                     |  |  |  |  |  |  |  |  |  |  |  |  |  |  |  |
| | 8. Serdar Stanko Petrović-Njegoš                    |  |  |  |  |  |  |  |  |  |  |  |  |  |  |  |
| |                                                     |  |  |  |  |  |  |  |  |  |  |  |  |  |  |  |
| |                                                     |  |  |  |  |  |  |  |  |  |  |  |  |  |  |  |
| | 17. Angelika Radamović                              |  |  |  |  |  |  |  |  |  |  |  |  |  |  |  |
| |                                                     |  |  |  |  |  |  |  |  |  |  |  |  |  |  |  |
| |                                                     |  |  |  |  |  |  |  |  |  |  |  |  |  |  |  |
| | 4. Mirko Petrović-Njegoš, Veliki Vojvoda de Grahovo |  |  |  |  |  |  |  |  |  |  |  |  |  |  |  |
| |                                                     |  |  |  |  |  |  |  |  |  |  |  |  |  |  |  |
| |                                                     |  |  |  |  |  |  |  |  |  |  |  |  |  |  |  |
| | 9. Krstinja Vrbica                                  |  |  |  |  |  |  |  |  |  |  |  |  |  |  |  |
| |                                                     |  |  |  |  |  |  |  |  |  |  |  |  |  |  |  |
| |                                                     |  |  |  |  |  |  |  |  |  |  |  |  |  |  |  |
| | 2. Nicolás I, rey de Montenegro                     |  |  |  |  |  |  |  |  |  |  |  |  |  |  |  |
| |                                                     |  |  |  |  |  |  |  |  |  |  |  |  |  |  |  |
| |                                                     |  |  |  |  |  |  |  |  |  |  |  |  |  |  |  |
| | 10. Serdar Drago Martinović                         |  |  |  |  |  |  |  |  |  |  |  |  |  |  |  |
| |                                                     |  |  |  |  |  |  |  |  |  |  |  |  |  |  |  |
| |                                                     |  |  |  |  |  |  |  |  |  |  |  |  |  |  |  |
| | 5. Anastasija Martinović                            |  |  |  |  |  |  |  |  |  |  |  |  |  |  |  |
| |                                                     |  |  |  |  |  |  |  |  |  |  |  |  |  |  |  |
| |                                                     |  |  |  |  |  |  |  |  |  |  |  |  |  |  |  |
| | 11. Anastasija Martinović                           |  |  |  |  |  |  |  |  |  |  |  |  |  |  |  |
| |                                                     |  |  |  |  |  |  |  |  |  |  |  |  |  |  |  |
| |                                                     |  |  |  |  |  |  |  |  |  |  |  |  |  |  |  |
| | 1. Princesa Elena de Montenegro                     |  |  |  |  |  |  |  |  |  |  |  |  |  |  |  |
| |                                                     |  |  |  |  |  |  |  |  |  |  |  |  |  |  |  |
| |                                                     |  |  |  |  |  |  |  |  |  |  |  |  |  |  |  |
| | 24. Serdar Perko Saletin Vukotić                    |  |  |  |  |  |  |  |  |  |  |  |  |  |  |  |
| |                                                     |  |  |  |  |  |  |  |  |  |  |  |  |  |  |  |
| |                                                     |  |  |  |  |  |  |  |  |  |  |  |  |  |  |  |
| | 12. Serdar Petar Perkov Vukotić                     |  |  |  |  |  |  |  |  |  |  |  |  |  |  |  |
| |                                                     |  |  |  |  |  |  |  |  |  |  |  |  |  |  |  |
| |                                                     |  |  |  |  |  |  |  |  |  |  |  |  |  |  |  |
| | 25. Rizna Rožna Nikčević                            |  |  |  |  |  |  |  |  |  |  |  |  |  |  |  |
| |                                                     |  |  |  |  |  |  |  |  |  |  |  |  |  |  |  |
| |                                                     |  |  |  |  |  |  |  |  |  |  |  |  |  |  |  |
| | 6. Vojvoda Petar Vukotić                            |  |  |  |  |  |  |  |  |  |  |  |  |  |  |  |
| |                                                     |  |  |  |  |  |  |  |  |  |  |  |  |  |  |  |
| |                                                     |  |  |  |  |  |  |  |  |  |  |  |  |  |  |  |
| | 13. Anastasija Milić                                |  |  |  |  |  |  |  |  |  |  |  |  |  |  |  |
| |                                                     |  |  |  |  |  |  |  |  |  |  |  |  |  |  |  |
| |                                                     |  |  |  |  |  |  |  |  |  |  |  |  |  |  |  |
| | 3. Milena Vukotić                                   |  |  |  |  |  |  |  |  |  |  |  |  |  |  |  |
| |                                                     |  |  |  |  |  |  |  |  |  |  |  |  |  |  |  |
| |                                                     |  |  |  |  |  |  |  |  |  |  |  |  |  |  |  |
| | 14. Tadija Voivodić                                 |  |  |  |  |  |  |  |  |  |  |  |  |  |  |  |
| |                                                     |  |  |  |  |  |  |  |  |  |  |  |  |  |  |  |
| |                                                     |  |  |  |  |  |  |  |  |  |  |  |  |  |  |  |
| | 7. Jelena Voivodić                                  |  |  |  |  |  |  |  |  |  |  |  |  |  |  |  |
| |                                                     |  |  |  |  |  |  |  |  |  |  |  |  |  |  |  |
| |                                                     |  |  |  |  |  |  |  |  |  |  |  |  |  |  |  |
| | 15. Milica Pavićević                                |  |  |  |  |  |  |  |  |  |  |  |  |  |  |  |
| |                                                     |  |  |  |  |  |  |  |  |  |  |  |  |  |  |  |
| |                                                     |  |  |  |  |  |  |  |  |  |  |  |  |  |  |  |

| Predecesor: Margarita de Saboya              | Reina consorte de Italia 1900 - 1946  | Sucesor: María José de Bélgica |
| Predecesor: Geraldina Apponyi de Nagy-Appony | Reina consorte de Albania 1939 - 1943 | Sucesor: Título abolido        |